# Рам Емануель
Рам Ізраель Емануель (англ. Rahm Israel Emanuel; нар. 29 листопада 1959, Чикаго, Іллінойс, США) — американський політик і державний діяч, голова адміністрації Білого дому з січня 2009 до жовтня 2010, мер Чикаго з 2011 до 2019,  посол США в Японії (2021 -2025).

## Біографія
Народився в 1959 році в Чикаго. Батько Беньямін Емануель — іммігрант з Ізраїлю, дитячий лікар, колишній член підпільної організації Іргун, що діяла в Палестині. Мати Марта Смулевич — народилася і виросла в Чикаго в родині профспілкового лідера, працює в організації, що займається захистом цивільних прав.
Рам закінчив Коледж Сари Лоуренс і Північно-Західний університет штату Іллінойс, де отримав ступінь магістра в галузі ораторського мистецтва та комунікації.
Має подвійне (ізраїльське та американське) громадянство. Проходив добровільну військову службу в Армії оборони Ізраїлю в 1991 році під час Війни в Затоці.
У 1994 році одружився з Емі Рул, дружина перед шлюбом пройшла процедуру гіюру. Має двох синів і дочку. За заявою самого Емануеля, сповідує юдаїзм. Діти виховуються в рамках єврейської релігії.

## Політика
Політична кар'єра Рама почалася з кампанії на захист прав споживачів в Іллінойсі.
- Виграв всі локальні виборчі кампанії, в яких брав участь.
- Один з основних політичних радників Білла Клінтона в 1993–1998.
- Один з організаторів церемонії рукостискання Іцхака Рабіна з Ясіром Арафатом.
- Один з «залаштункових учасників» «Угод у Вай-Ривер» (1998).
- Член Палати представників від штату Іллінойсу з 2002 року. На виборах 2006 року отримав 78 % голосів виборців, в 2008 — 74 %.
- Обраний у листопаді 2008 року президентом США Барак Обама призначив Рама Емануеля главою своєї адміністрації.

1 жовтня 2010 р. покинув адміністрацію Обами й повернувся в Чикаго з метою балотуватися на посаду мера Чикаго. Відзначали, що його інтерес до посади мера Чикаго, який він виявляв і раніше, ще більше посилився після заяв тодішнього мера міста Річарда Дейлі про небажання переобиратися на новий термін.
22 лютого 2011 обраний мером Чикаго, набравши в першому турі близько 55 % голосів. 51-річний Рам Емануель став першим мером Чикаго єврейського походження.